# Venice Challenger
Il Venice Challenger è stato un torneo professionistico di tennis giocato su campi in terra rossa. Faceva parte dell'ATP Challenger Tour e si è giocato annualmente a Venezia dal 1990 al 2001.

## Albo d'oro

### Singolare
| Anno | Campione            | Finalista          | Punteggio        |
| ---- | ------------------- | ------------------ | ---------------- |
| 1990 | Bruno Orešar        | Andrej Ol'chovskij | 6–3, 6–3         |
| 1991 | Carlos Costa        | Alberto Mancini    | 6–3, 7–5         |
| 1992 | Thomas Muster       | Marcos Górriz      | 6–4, 6–1         |
| 1993 | Tomás Carbonell     | Gilbert Schaller   | 6–4, 0–6, 6–1    |
| 1994 | Fabrice Santoro     | Emilio Sánchez     | 7–5, 3–6, 6–1    |
| 1995 | Non disputato       | Non disputato      | Non disputato    |
| 1996 | Alberto Berasategui | Javier Sánchez     | 6–2, 6–2         |
| 1997 | Julián Alonso       | Marcello Craca     | 6–3, 6–7, 6–0    |
| 1998 | Adrian Voinea       | Franco Squillari   | 6–3, 6–3         |
| 1999 | Andrei Pavel        | Sláva Doseděl      | 6–2, 6–0         |
| 2000 | Agustín Calleri     | Jacobo Díaz        | 6–0, 6–1         |
| 2001 | Christophe Rochus   | Nicolas Coutelot   | 6(5)–7, 7–5, 6–4 |

### Doppio
| Anno | Campioni                                  | Finalisti                         | Punteggio     |
| ---- | ----------------------------------------- | --------------------------------- | ------------- |
| 1990 | Cristian Brandi (1) Federico Mordegan (1) | Henrik Holm Nils Holm             | 6–1, 6–4      |
| 1991 | Jordi Arrese Francisco Roig               | Franco Davín Marcelo Filippini    | 6–3, 6–2      |
| 1992 | Johan Donar Ola Jonsson                   | Cristian Brandi Federico Mordegan | 6–3, 6–2      |
| 1993 | Horacio de la Peña Juan Gisbert Schultze  | Oliver Fernández Gilbert Schaller | 6–1, 6–3      |
| 1994 | Cristian Brandi (2) Federico Mordegan (2) | Tomas Nydahl Simon Youl           | 6–3, 4–6, 6–3 |
| 1995 | Non disputato                             | Non disputato                     | Non disputato |
| 1996 | Federico Mordegan (3) Vincenzo Santopadre | Cristian Brandi Filippo Messori   | 6–4, 6–3      |
| 1997 | Giorgio Galimberti Massimo Valeri         | David Roditi Martín Rodríguez     | 6–4, 0–6, 7–6 |
| 1998 | Nebojša Đorđević Marcos Ondruska          | Massimo Bertolini Sander Groen    | 1–6, 6–1, 6–2 |
| 1999 | Albert Portas Germán Puentes              | Diego del Río Mariano Hood        | 6–4, 6–0      |
| 2000 | Julián Alonso Aleksandar Kitinov          | Andrea Gaudenzi Diego Nargiso     | 7–6(3), 7–5   |
| 2001 | Mark Merklein Mitch Sprengelmeyer         | Luis Horna Sebastián Prieto       | 6–4, 7–6(7)   |